# Mai-Indombe
Mai-Indombe (em francês: Mai-Ndombe) é uma província da República Democrática do Congo. É uma das três províncias que surgiram do desmambramento de Bandundu, segundo a Constituição de 2006, sendo incorporados em 2009. Tem uma população de 1.768.327 habitantes. Sua capital é a cidade de Inongo.
O nome da província é uma referência ao lago Mai-Indombe, que significa "água negra" na língua lingala. 